# 선인체육관
선인체육관(善仁體育館)은 인천광역시 미추홀구 도화동에 위치했던 체육관이다.

## 개요
선인학원 백인엽 이사장의 계획에 따라 1970년 4월에 착공하여 1973년에 완공되었다. 서울특별시 중구에 위치한 장충체육관보다 3배 큰 규모를 자랑하여 매머드급 체육관으로 유명하였으며, 동양 최대 규모 체육관답게 유도장, 사격장, 검도장, 육상 트랙, 농구 · 배구 코트 등을 갖추었다. 1976년과 1987년에 이 곳에서 권투 경기가 개최된 적이 있었다.
체육관의 부속 시설인 강의동에는 인천전문대학과 인천체육고등학교가 있었다. 하지만 인천전문대학이 2010년에 인천대학교와 통합하고, 2012년 11월에 인천체육고등학교가 서구 청라국제도시로 이전하면서 더 이상 쓰이지 않는 건물이 되었다. 2000년대에 들어 도화지구 재개발 사업의 일환으로 이 건물을 체육회관으로 재단장하려고 하였으나, 보수비용이 신축비용보다 비싸다는 판단에 따라 2013년 1월에 철거를 시작해 그 해 8월 3일에 남아있던 강의동이 폭파되면서 철거가 마무리되었다. 앞으로 이 자리에는 공원과 아파트 단지 등이 들어설 예정이며, 2016년 12월 현재 서희 스타힐스 아파트의 건설이 마무리된 상태이다.

## 기타 용도
IOPS 스타리그 04-05와 So1 스타리그 2005 결승전이 이 장소에서 개최되었으며 특히 오영종이 이 곳에서 우승을 차지하면서 로열로더 달성으로 가을의 전설을 만들어낸 장소로 유명했다.

## 여담
짱구 장정구 선수가 시합하였던 권투 경기를 치른 적이 있었고 4전 5기 홍수환 선수의 챔피언 방어전 패배 등 울고 웃는 이야기를 남겨간 흔적이 있다.